# Пико-Басиле (национальный парк)
Национальный парк Пико-Басиле (исп. Parque nacional del Pico Basilé) — охраняемая территория со статусом национального парка на острове Биоко в северной части африканской страны Экваториальная Гвинея, вблизи Гвинейского залива. Он выделяется разнообразием ландшафтов и растительности и особенно популяцией приматов, которым угрожает незаконная охота. Несмотря на то, что в 2007 году правительство этой страны запретило охоту на различные виды, международные организации выразили обеспокоенность по поводу нарушения указа.
Парк назван в честь пика Басиле, самого высокого в Экваториальной Гвинее, высотой 3011 метров. В административном отношении входит в юрисдикцию провинции Северный Биоко, Экваториальная Гвинея.
На всей территории климат экваториального типа с очень регулярным термическим режимом. Данные по Малабо показывают, что среднегодовая температура составляет 25ºC, в среднем 26,2ºC для самого теплого месяца и 23ºC для самого прохладного. Изменения высоты приводят к заметному температурному градиенту, который идет от значений, указанных на самых низких уровнях, до температур ниже нуля ночью на лугах вершины Пико-Басиле.